# Municipio de Porter (condado de Scioto)
El municipio de Porter (en inglés: Porter Township) es un municipio ubicado en el condado de Scioto en el estado estadounidense de Ohio. En el año 2010 tenía una población de 9918 habitantes y una densidad poblacional de 180,36 personas por km².

## Geografía
El municipio de Porter se encuentra ubicado en las coordenadas 38°44′8″N 82°50′43″O / 38.73556, -82.84528. Según la Oficina del Censo de los Estados Unidos, el municipio tiene una superficie total de 54.99 km², de la cual 53.87 km² corresponden a tierra firme y (2.04%) 1.12 km² es agua.

## Demografía
Según el censo de 2010, había 9918 personas residiendo en el municipio de Porter. La densidad de población era de 180,36 hab./km². De los 9918 habitantes, el municipio de Porter estaba compuesto por el 97.4% blancos, el 0.32% eran afroamericanos, el 0.51% eran amerindios, el 0.39% eran asiáticos, el 0.01% eran isleños del Pacífico, el 0.22% eran de otras razas y el 1.14% pertenecían a dos o más razas. Del total de la población el 0.88% eran hispanos o latinos de cualquier raza.